# Jette Joop

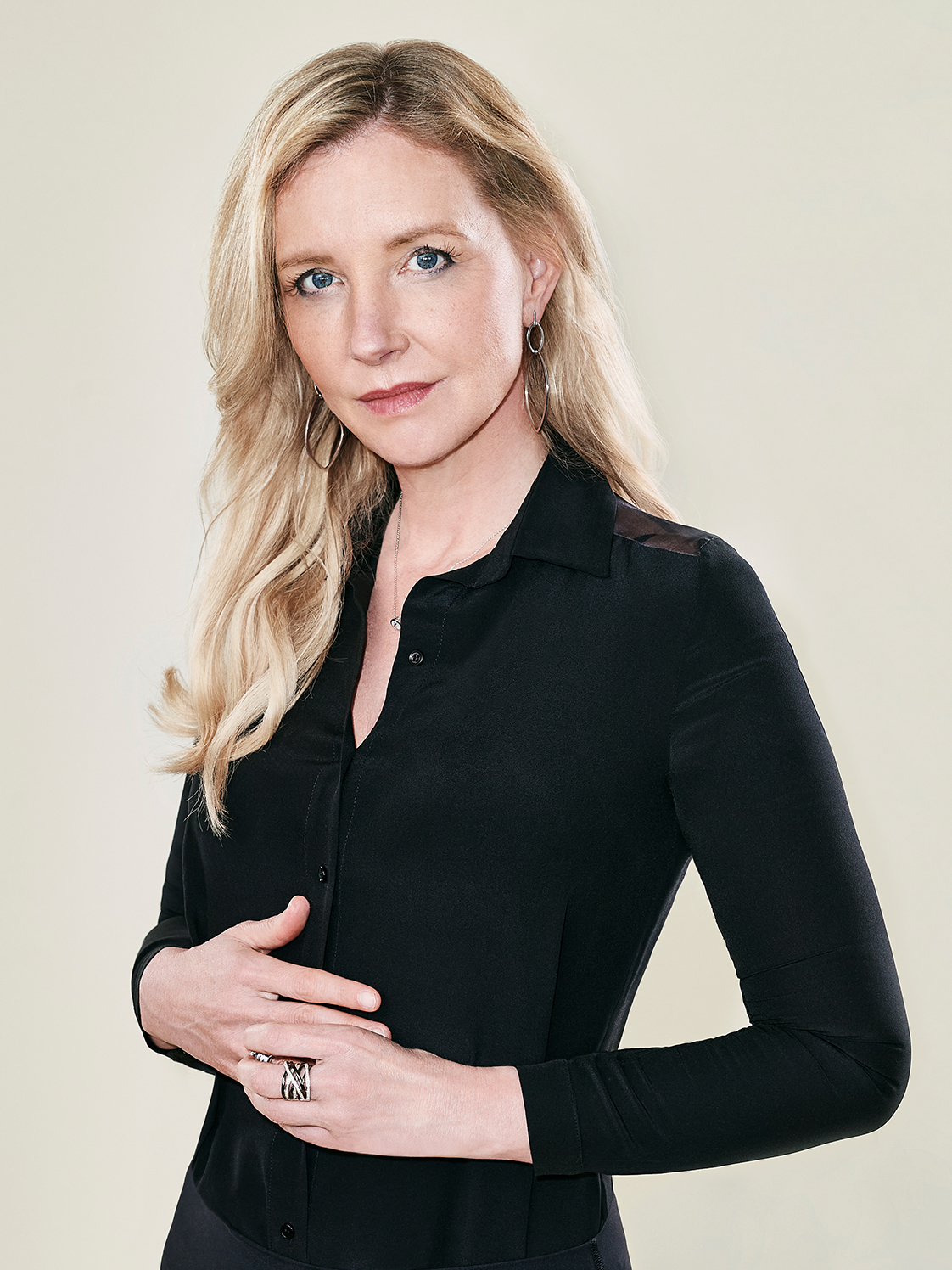
Jette Joop (2021)

Henriette Elisabeth „Jette“ Joop (* 17. Februar 1968 in Braunschweig), ist eine deutsche Schmuck- und Industriedesignerin.

## Leben
Jette Joop ist die Tochter der Journalistin Karin Joop-Metz und des Modedesigners Wolfgang Joop. Sie wurde in Braunschweig geboren und wuchs zusammen mit ihrer jüngeren Schwester Florentine (* 1973) in Hamburg und Potsdam auf. Mit 16 Jahren zog sie nach Oxford/England, wo sie ihr internationales Abitur machte. 1989 studierte sie zunächst in der Schweiz, danach in Kalifornien am Pasadena Art Center College of Design Industriedesign mit Fachrichtung Automobildesign und machte ihren Abschluss mit dem Bachelor of Science. Nach dem Studium folgten Arbeiten für die Designer Barry Kieselstein-Cord (1992 bis 1995) und Ralph Lauren (1996) in New York.

## Karriere
1995 gründete Joop ihre eigene Firma für Schmuckdesign in Manhattan. Nach einem Jahr kehrte sie aus beruflichen und privaten Gründen zurück nach Hamburg.
Nach der Gründung ihrer Firma JJ Jewelry & Consulting, die 1997 in Jette Joop Europe umbenannt wurde, stellte Joop 1998 ihre erste Kollektion unter dem Label JJ vor. 2000 folgte eine Partnerschaft mit der Juwelierskette Christ, 2001 eine Schuhkollektion mit K2 und 2002 entwarf Joop zum ersten Mal Bettwäsche für den Bettwäsche-Hersteller Süllwold & Resch. Ebenfalls 2002 ging Joop eine Partnerschaft mit Otto ein und begann mit dem Design von Luxus-Häusern für die Viebrockhaus AG. Außerdem wurde eine Zusammenarbeit mit dem Duschhersteller Hüppe bekannt.
2003 übernahm Joop im Sommersemester an der Universität Duisburg-Essen eine Vertretungs-Professur für den Studiengang „Industrial Design“. Im Rahmen dieser Professur entwickelte sie mit ihren Studierenden ein feuerfestes Zelt für Flüchtlingslager.
2004 wurde die Marke JETTE unter der Dachmarke Jette Joop Europe GmbH etabliert. Im folgenden Jahr stellte Joop ihr erstes Parfüm Jette vor. 2006 wurde in einem Münchner Modehaus der deutschlandweit erste JETTE-Shop-in-Shop eröffnet.
Im Jahr 2007 entwarf Joop die neue Uniform für die deutsche Fluggesellschaft Air Berlin. 2009 kam die Besteck-Kooperation mit WMF auf den Markt, ebenso wie eine Linie an Küchenmöbeln für RWK. Für die deutsche AIDA Cruises entwarf sie 2010 die neue Offiziersuniform und taufte am 9. Februar 2010 deren Schiff AIDAblu im Hamburger Hafen. 2010 eröffnete sie ebenfalls ihren Concept Store in Berlin.
In 2012 begann Joop, ihre Markenlizenzen stärker zu bündeln und gab eine exklusive Partnerschaft für Parfüme mit der Parfümerie Douglas bekannt. Die Lizenz für ihre Bekleidungslinien vergab sie an Katag AG. 2014 entwarf Joop die Ausstattung für Shop-Mitarbeiter der Telekom.
Im Frühjahr 2016 erschien die Kollektion Blue Motion, die Joop für Aldi Süd entworfen hatte, auf dem Markt; im Herbst wurde eine zweite Kollektion veröffentlicht. 2017 kooperierte Joop mit Zapato für ihre Schuhlinie. In 2018 designte sie ein tragbares Radio für den Hersteller TechniSat.
Am 6. August 2018 wurde die von Joop moderierte TV-Show Jung, weiblich, Boss auf RTL II erstausgestrahlt. Am 15. August 2018 stellte RTL II die Show nach zwei Ausgaben wieder ein, die Folgen werden jedoch online auf TVNow abrufbar sein.
2020 wurde im ZDF eine Dokumentation mit dem Namen „Deutschlands große Clans: Die Joop-Story“ ausgestrahlt, in der beleuchtet wird, wie Wolfgang und Jette Joop die deutsche Modelandschaft gestaltet haben.
2020 veröffentlichte sie eine Masken-Kollektion in Kooperation mit Lidl. Im Herbst 2021 lancierte Jette Joop unter dem Markennamen „JETTE SPORT“ eine Athleisure Kollektion.

## Engagement
2003 wurde Joop Mitglied des „Bundesverbandes junger Unternehmer“ (BJU) Hamburg.
Joop ist Gründerin und Unterstützerin zahlreicher sozialer Initiativen. Seit 2003 ist sie als Kinderbotschafterin für das Rote Kreuz tätig. 2007 entwickelte Joop eine Kinderkollektion gemeinsam mit dem Roten Kreuz. Außerdem unterstützte sie mehrere Jahre lang die Aufklärungskampagne zu HPV (Humane Papillomviren) des Deutschen Grünen Kreuzes (DGK). Jette Joop unterstützte auch das Projekt Kinderheim „Heimatstern“, welches 2019 eröffnete.
2018 war Joop in der Jury des Trachtenwettbewerbs des Landestourismusverbands MV Rostock.
Jette Joop nahm als Wahlfrau an der 12. Bundesversammlung (2004) zu der Wahl des Bundespräsidenten teil.

## Privatleben
1997 kam Joops Tochter auf die Welt, Vater ist der Naturwissenschaftler Alessandro Spitzy. Von 2001 bis 2004 war sie in einer Beziehung mit Alexander zu Schaumburg-Lippe. Von 2008 bis 2013 war sie mit dem TV-Produzenten Christian Elsen verheiratet. Im Juni 2009 kam ihr gemeinsamer Sohn zur Welt.

## Auszeichnungen
- 2006: Duftstars Award – für den Duft „Jette“ in der Kategorie „Bestes Parfum Prêt-à-porter“
- 2008: Goldene Erbse – für ihr Engagement als Kinderbotschafterin des DRK, Verein Märchenland e. V.[41]
- 2009: Leading Ladies Award – in der Kategorie „Unternehmen mit Frauenpower international“
- 2011: Store of the Year 2011 – Jette Concept Store in Berlin[42]
- 2016: Bild der Frau Fashion Award – in der Kategorie „Designer“
- 2016: look! Women of the year Award – in der Kategorie „Look! at Fashion Award“